# Bert Joris
Pour les articles homonymes, voir Joris.
Bert Joris, né à Wilrijk (Anvers) en Belgique le 18 janvier 1957, est un trompettiste et bugliste de jazz.

## Biographie
Après une formation classique en prenant des cours de violon, piano et de contrebasse, Bert Joris commence la trompette à l'âge de 14 ans.
Il commence alors à s’intéresser au jazz et devient très rapidement un des grands de son pays, en particulier grâce à son timbre chaud et son grand lyrisme. Son talent lui permettra de devenir soliste en 1978 de la « BRT Radio Jazzorchestra ». Il restera avec cette formation jusqu’en 1987 et affine durant cette période ses qualités de compositeur, arrangeur et soliste.
Il sort son premier album en quartet en 1986 (« Sweet Seventina ») et, la même année, il est invité par Joe Lovano pour enregistrer son disque en quartet.
Depuis 1992, il joue à travers le monde avec le guitariste et ami Philip Catherine avec qui il enregistrera de nombreux albums.
Il multiplie également les collaborations : Philippe Aerts Quartet, Amsterdam Jazz Quintet, Joe Haider, Hein Van De Geyn, Ivan Paduart sextet, Marc Moulin et beaucoup d’autres.
Il est également leader et compositeur d’un big band, le Brussels Jazz Orchestra. Et apparaît très régulièrement comme soliste avec cette formation. Il a produit plusieurs opus avec ce big band dont « Meeting Colours ».
Bert Joris est également un pédagogue musical mondialement reconnu. En Belgique, il a été à l’origine de départements de jazz à Louvain, Bruxelles et Anvers. Aux Pays-Bas, il enseigne au conservatoire d’Hilversum.
En 2007, il sort son premier disque pour le label Dreyfus Jazz avec son quartet, avec lequel il tourne depuis 2000 : Dado Moroni (piano), Philip Aerts (contrebasse), Dré Pallemaerts (batterie).

## Honneurs et récompenses
- 1996 : il reçoit le « Django d’Or »
- 1998 : il est désigné par le public et la presse belge comme « Meilleur trompettiste de jazz de l’année ».

## Discographie
- Magone (2007)